# Place des Fêtes (métro de Paris)
Pour les articles homonymes, voir Place des Fêtes.
Place des Fêtes est une station des lignes 7 bis et 11 du métro de Paris, située dans le 19e arrondissement de Paris.

## Situation
La station est implantée sous la partie occidentale de la place des Fêtes, elle-même située au sud du quartier d'Amérique, non loin des limites administratives de ce dernier avec le 20e arrondissement (quartier de Belleville au sud-ouest et quartier Saint-Fargeau au sud-est). Les quais sont établis :
- sur la ligne 7 bis, en courbe selon l'axe de la rue de Crimée à l'ouest et de la rue du Pré-Saint-Gervais à l'est, entre la stations Botzaris et le terminus « commercial » de Pré-Saint-Gervais ;
- sur la ligne 11, selon un axe également orienté est-ouest, juste au sud du point d'arrêt de la ligne 7 bis, entre les stations Jourdain et Télégraphe.

La station de la ligne 7 bis marque l'amorce d'un raccordement dit voie des Fêtes, qui la relie à la ligne 3 bis via les stations fantômes Haxo et Porte des Lilas - Cinéma, entre lesquelles il rejoint un second raccordement dit voie navette, en provenance de Pré-Saint-Gervais, pour s'embrancher en pointe sur la voie de la ligne 3 bis en direction de Gambetta, entre les stations Porte des Lilas et Saint-Fargeau.

## Histoire

### Mises en service
La station est ouverte le 13 février 1912, soit plus d'un an après la mise en service d'une branche de la ligne 7 depuis Louis Blanc jusqu'à Pré-Saint-Gervais — intervenue le 18 janvier 1911 — en raison des difficultés de construction du tunnel à travers d'anciennes carrières locales. Jusqu'à son achèvement, les rames de métro la traversent sans y marquer l'arrêt. Sa desserte est ensuite assurée par une circulation sur deux en provenance d'Opéra uniquement, le restant des trains étant dirigés sur l'autre antenne de la ligne, laquelle a pour origine et terminus la station Porte de la Villette.
Il était un temps prévu que la station constitue le terminus de cette branche à la place de Danube, pressentie pour assurer cette fonction dans les plans initiaux, avant que ne soit décidé la construction d'une boucle à sens unique desservant successivement ces deux points, entre lesquels s'intercale la station Pré-Saint-Gervais, qui joue le rôle de terminus « commercial ».
Le 28 avril 1935, la station de la ligne 11 est ouverte à son tour avec l'inauguration de son premier tronçon entre Châtelet et Porte des Lilas. Cette ligne devait initialement suivre la rue de Belleville sur la totalité de sa longueur, sans effectuer de détour par la place des Fêtes située plus au nord, mais une modification de tracé a finalement permis de desservir la station éponyme afin d'offrir une connexion avec la ligne 7, au prix d'un passage en tréfonds d'immeubles sur près de 800 mètres.
Le 3 décembre 1967, la station de la ligne 7 est cédée à l'actuelle ligne 7 bis, dont la création à cette date résulte de la séparation de la branche vers Pré-Saint-Gervais, isolée de sa ligne mère sous la forme d'une ligne autonome depuis lors. Ce débranchement se justifie par la moindre fréquentation de cette antenne par rapport à la branche vers Porte de la Villette, car cette dernière station constitue également le point de départ de nombreuses lignes d'autobus de banlieue.

### Origine du nom
La station doit sa dénomination à son implantation sous la place des Fêtes, dont le nom rappelle les manifestations publiques locales que l'ancienne commune de Belleville y organisait jadis.

### Un abri anti-aérien durant laSeconde Guerre mondiale
Dans le contexte de défense passive, la station était, avec Maison Blanche sur la ligne 7, une des deux équipées, lors de leur construction, pour être à l'abri des attaques chimiques. Les tunnels à proximité étaient alors munis de portes étanches à l'air qui auraient permis à la population de se réfugier à l'intérieur de la station en cas d'attaque. Ces portes ainsi que l'ancien conduit d'aération sont toujours visibles dans les tunnels de la ligne 11, de même que les entrées de l'ancienne chambre de filtrage entre les quais des deux lignes, transformée en locaux techniques.

### Modernisations
À son ouverture en 1912, la station dispose d'édicules d'accès agrémentés d'une marquise dans le style Art nouveau. Avec l'arrivée de la ligne 11 en 1935, ces bâtiments sont démolis pour laisser place à deux édifices d'architecture Art déco.
Comme un tiers des stations du réseau entre 1974 et 1984, celle de la ligne 7 bis est modernisée par l'adoption du style décoratif « Andreu-Motte », de couleur orange avec la conservation de l'essentiel des faïences biseautées d'origine ; seules celles qui recouvraient les tympans sont remplacées par un carrelage orange plat, lequel est également posé sur des banquettes maçonnées en îlot recevant des sièges « Motte » de même teinte.
Le point d'arrêt de la ligne 11 fait quant à lui l'objet d'une rénovation intégrale dans le style « Ouï-dire » après 1988, de couleur vert foncé avec des carreaux blancs plats ; ces aménagements sont complétés de sièges « Motte » gris associés à des banquettes individuelles et bancs « assis-debout » argentés. Cette modernisation entraîne la disparition des faïences biseautées d'origine dans le style d'entre-deux-guerres de l'ex-CMP, décoration caractérisée par des cadres publicitaires de couleur miel à motifs végétaux et le nom de la station incorporé dans la céramique murale. En parallèle, les couloirs d'accès à la ligne 7 bis voient également leur carrelage blanc biseauté remplacé par des carreaux blancs plats sur les piédroits.
Dans le cadre du prolongement de la ligne 11 depuis Mairie des Lilas jusqu'à Rosny-Bois-Perrier, ses quais sont rehaussés et carrelés du 4 août au 7 septembre 2018 afin de permettre l'arrivée du nouveau matériel MP 14, nécessitant leur fermeture au public pendant toute la durée des travaux d'adaptation. En parallèle, un ancien accès condamné de longue date, bordant le square Monseigneur-Maillet, est mis en chantier à compter de novembre 2017 et pour une durée de 15 mois, afin d'être réhabilité en issue de secours (non empruntable en service normal).
Dans le cadre du programme « Un métro + beau » de la RATP, les quais de la ligne 7 bis sont en travaux de rénovation du 29 octobre 2024 au 31 juillet 2027. Cette modernisation entraîne la disparition du carrelage « Andreu-Motte » orange sur les tympans ainsi que des banquettes maçonnées en carreaux orange également. Les sièges « Motte » de même couleur qui surmontaient celles-ci laissent place en février 2025 à des assises grises du même modèle, issues du mobilier des quais de la ligne 11 qui est lui-même remplacé par des sièges « Akiko » contemporains, de couleur cyan.

### Fréquentation
Selon les estimations de la RATP, la station a vu entrer 2 921 564 voyageurs en 2019, ce qui la place à la 181e position des stations de métro pour sa fréquentation sur 302,. En 2020, avec la crise du Covid-19, son trafic annuel tombe à 1 620 143 voyageurs, la classant alors au 158e rang, avant de remonter progressivement en 2021 avec 2 318 764 entrants comptabilisés, ce qui la place à la 146e position des stations du réseau pour sa fréquentation cette année-là.

## Services aux voyageurs

### Accès
La station dispose de deux accès débouchant à l'ouest de la place des Fêtes, de part et d'autre du square Monseigneur-Maillet, dotés pour chacun d'un édicule de style Art déco en béton armé :
- l'accès no 1 « Place des Fêtes » se trouvant à l'est du square, au droit de la fontaine-labyrinthe ;
- l'accès no 2 « Rue de Crimée » se situant au sud-ouest du square, face au débouché des rues Petitot, des Fêtes et des Solitaires.

À proximité immédiate de l'accès no 1 se trouve une ancienne bouche d'accès bordant la grille du square Monseigneur-Maillet, à l'intérieur de celui-ci. Intitulée « Rue Compans », elle disposait d'un escalier et d'un ascenseur débouchant directement sur le couloir de correspondance entre les lignes 7 bis et 11. Fermée au public, elle a été réhabilitée dans le cadre du prolongement de la ligne 11 jusqu'à Rosny-Bois-Perrier, afin d'être aménagée en issue de secours (non empruntable en service normal). Celle-ci prend la forme d'un cabanon en bois coiffé d'une toiture végétalisée.

Accès à la station
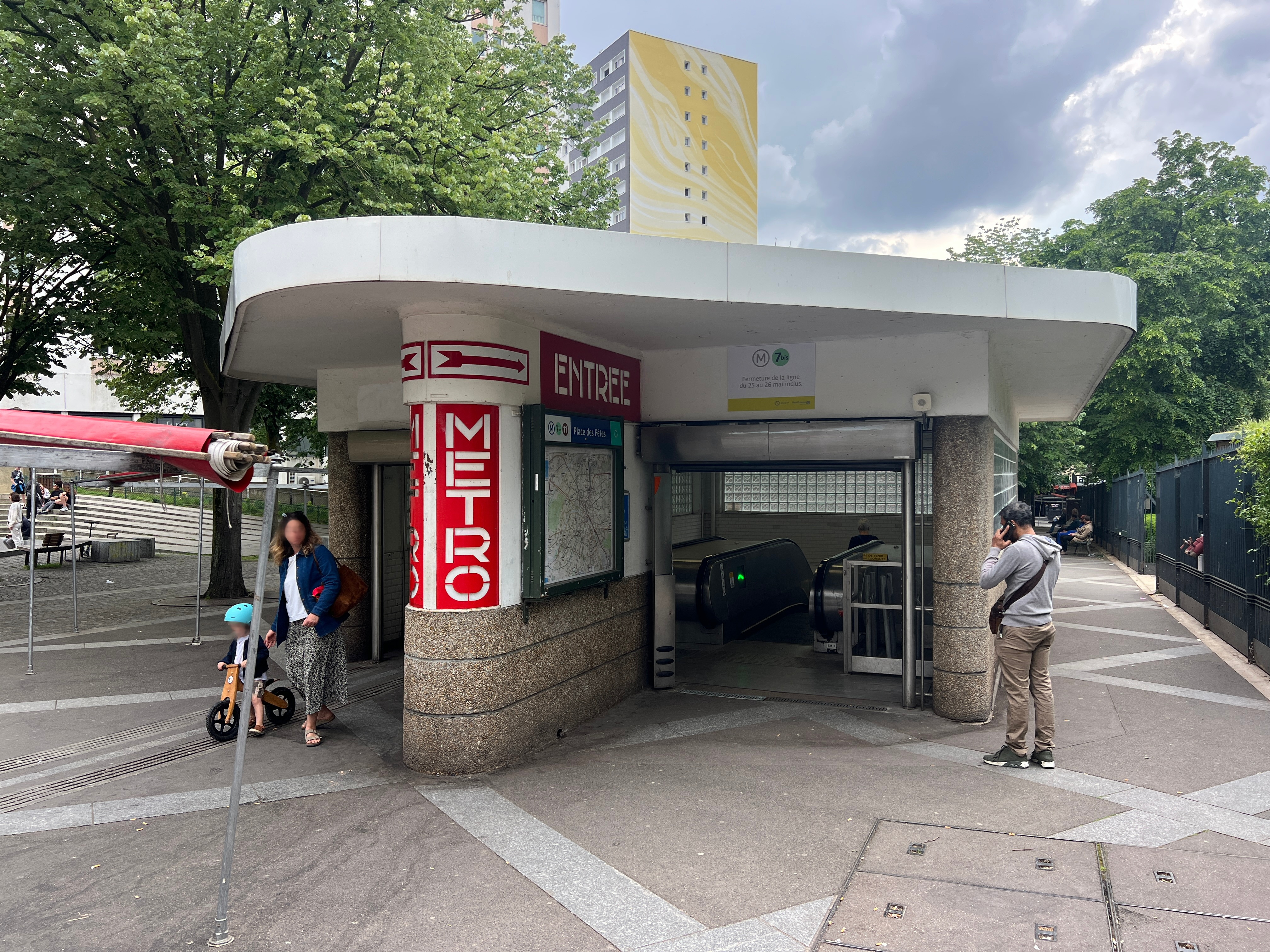
L'accès no 1, « Place des Fêtes ».
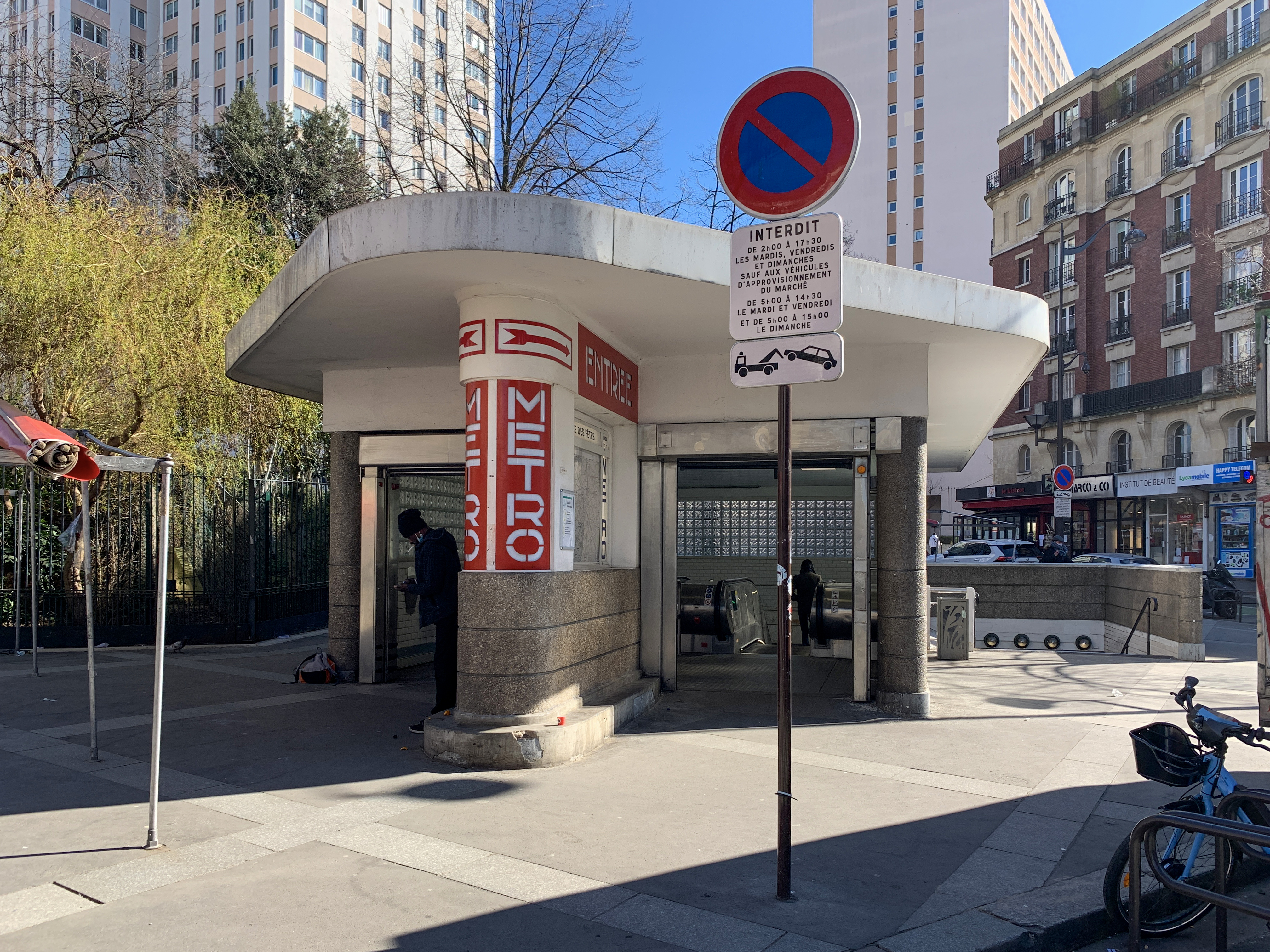
L'accès no 2, « Rue de Crimée », doublé d'une trémie à droite.
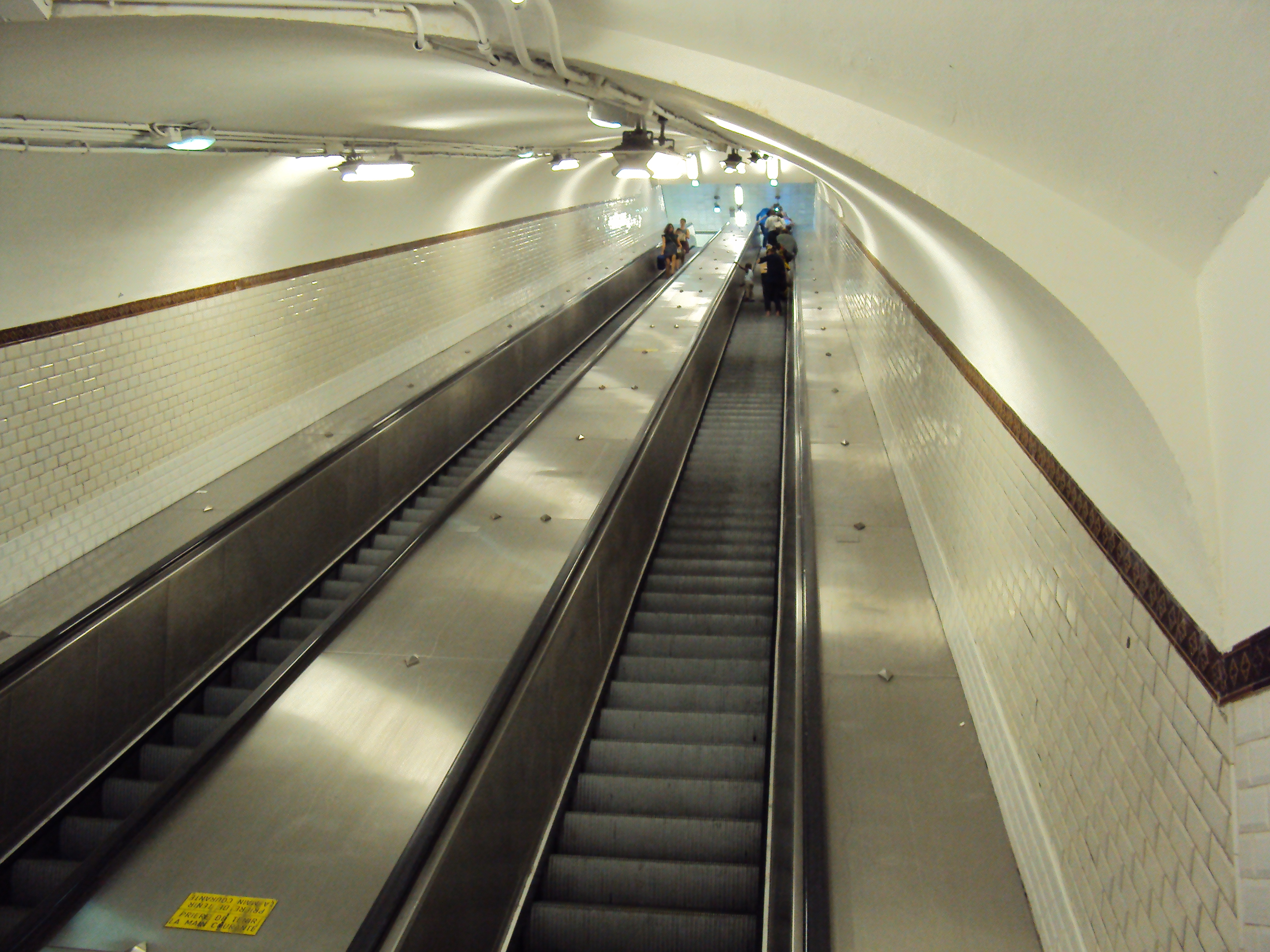
Les escaliers mécaniques d'accès à la station.

Compte tenu de l'importante profondeur de la station, l'accès à la salle de distribution depuis chaque édicule s'effectue principalement par une paire d'escaliers mécaniques, lesquels ont la particularité d'être les plus longs du métro de Paris, avec 256 marches pour 27 mètres de profondeur. Ceux de l'accès no 2 sont également doublés d'une série d'escaliers fixes dans un couloir séparé, accessible par une trémie sur le flanc droit de l'édicule.
Le hall d'accueil de la station est parmi les rares du réseau historique à n'avoir jamais bénéficié d'une rénovation des faïences murales.

### Quais
La station de la ligne 7 bis, établie en courbe, présente une configuration particulière : elle est constituée d'un unique quai central d'une longueur conventionnelle de 75 mètres, encadré par deux voies sous une voûte elliptique. La voie sud, du côté extérieur à la courbe, est desservie par les rames de métro en provenance de Louis Blanc et à destination de Pré-Saint-Gervais, tandis que l'autre, constituant l'amorce de la « Voie des Fêtes » vers la ligne 3 bis, est inutilisée en service normal. La signalétique directionnelle indique cependant la destination Louis Blanc, car la majorité des circulations poursuivent leur parcours au-delà de Pré-Saint-Gervais, cette dernière station jouant le rôle de terminus « technique » lié à la régulation de la ligne.
La décoration est de style « Andreu-Motte » avec une rampe lumineuse orange, du carrelage plat de même couleur recouvrant les tympans et la banquette centrale maçonnée, ainsi que des sièges « Motte » orange disposés sur cette dernière. Ces aménagements sont mariés avec les carreaux en céramique blancs biseautés qui recouvrent les piédroits ainsi que la voûte. Les cadres publicitaires sont métalliques et le nom de la station est inscrit en lettres capitales sur des plaques émaillées, fixées aux murs (en alternance avec les publicités) ou disposées sur le quai en îlot selon les cas.
Il s'agit d'une des rares stations du métro de Paris à présenter encore aujourd'hui le style « Andreu-Motte » dans son intégralité.

Quai de la ligne 7 bis
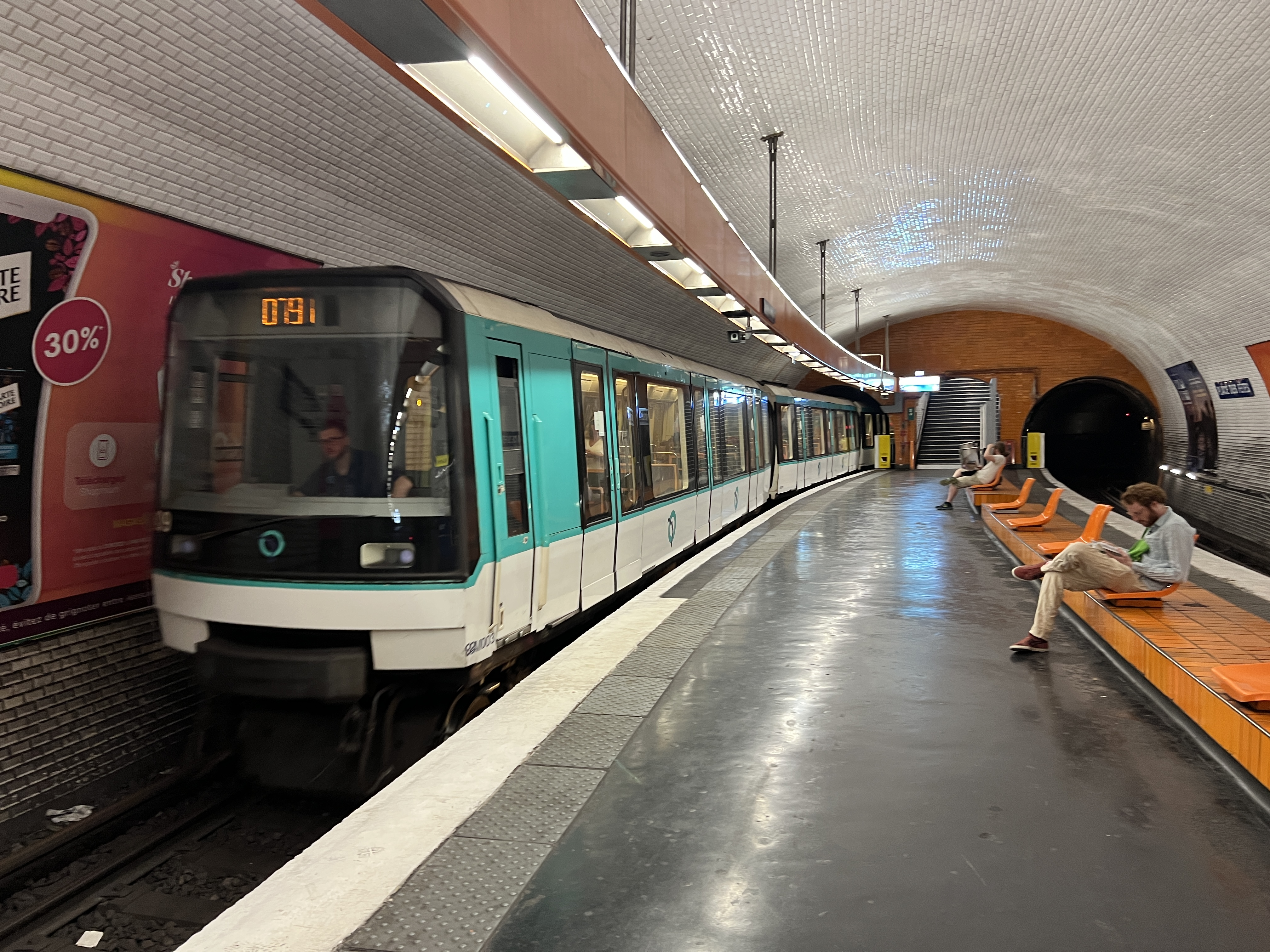
Rame MF 88 entrant en station en direction de Pré Saint-Gervais.
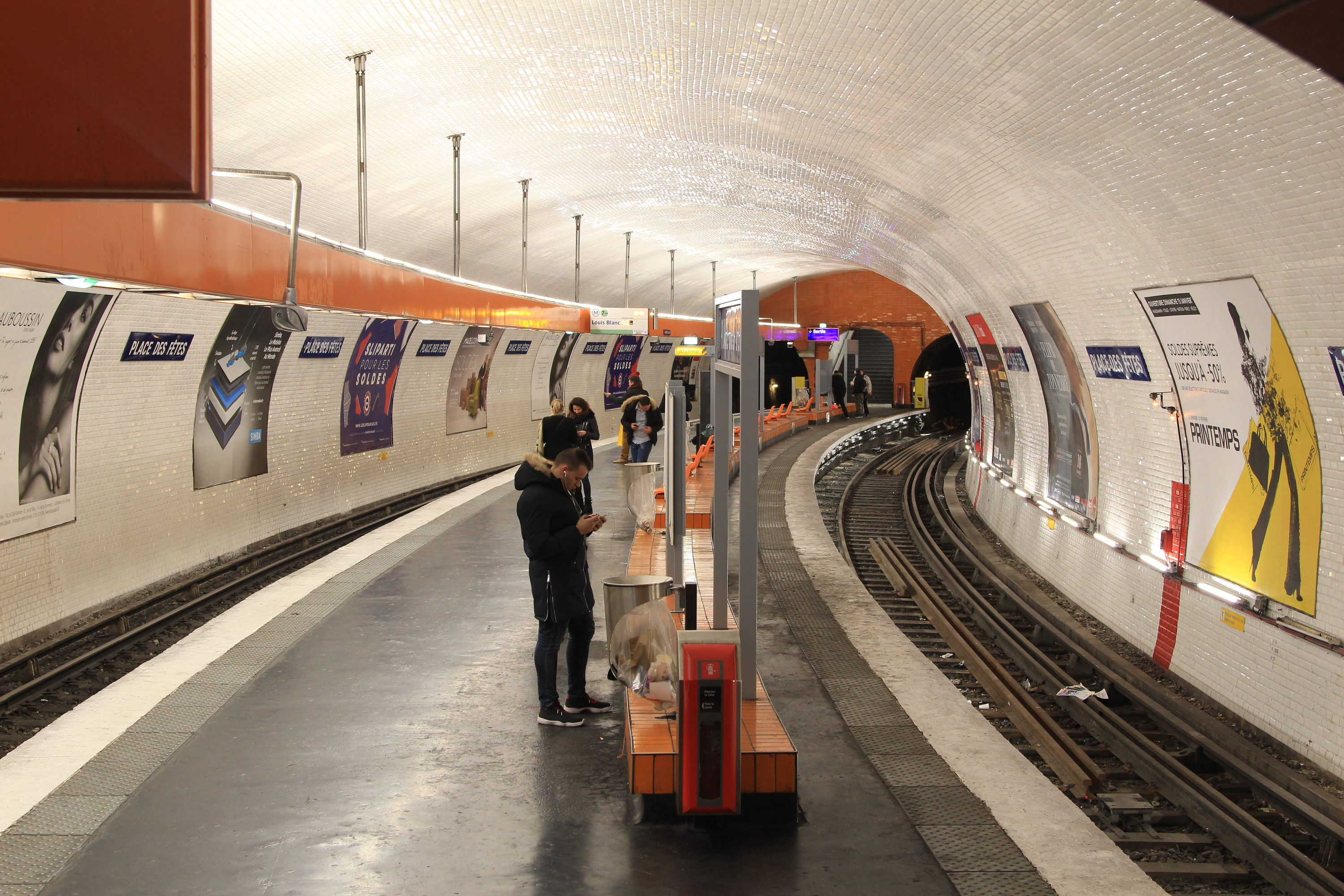
Le quai de la ligne 7 bis, aménagé avec l'intégralité des composants du style « Andreu-Motte ».
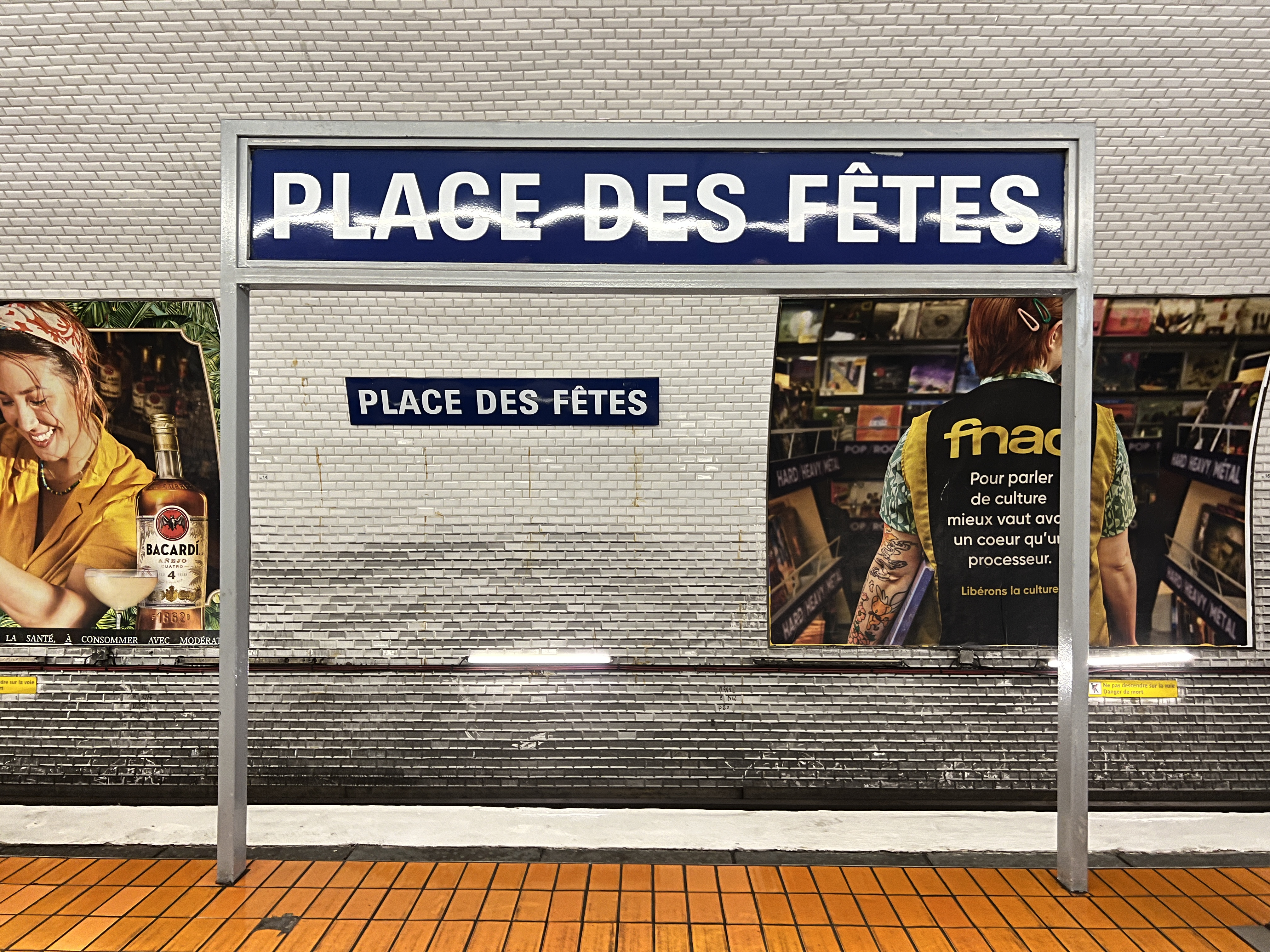
Plaques émaillées indiquant le nom de la station.

Les quais de la ligne 11, longs de 75 mètres également, sont de configuration standard : au nombre de deux, ils sont séparés par les voies du métro situées au centre et la voûte est elliptique. Cette dernière se distingue cependant par sa hauteur et son profil plus élancé en raison de la profondeur importante des quais, particularité que l'on retrouve aux stations suivantes de la ligne 11, Jourdain et Pyrénées, ainsi qu'aux stations Pelleport, Saint-Fargeau et Porte des Lilas sur la ligne 3 bis, également enfouies à grande profondeur, ou encore à Pont-Neuf et Châtelet sur la ligne 7.
La décoration est de style « Ouï-dire » : les bandeaux d'éclairage, ici de couleur vert foncé, sont supportés par des consoles courbes en forme de faux. L'éclairage direct est blanc tandis que l'éclairage indirect, projeté sur la voûte, est multicolore (jaune, vert, bleu et violet). Les carreaux en céramique blancs sont plats et recouvrent les piédroits, la voûte, les tympans ainsi que les débouchés des couloirs d'accès et de sortie. Les cadres publicitaires sont en céramique vert foncé de forme demi-cylindrique et, contrairement à ceux des autres stations de style « Ouï-dire », ont en majorité conservé leur répartition d'origine en alternance avec le nom de la station, particularité que l'on retrouvait également à la station Goncourt sur la même ligne, jusqu'en 2018. Comme sur la ligne 7 bis, le nom figure sur des plaques émaillées, en lettres capitales pour la majorité d'entre elles et en police de caractères Parisine sur d'autres. Les quais sont carrelés en gris anthracite et disposent de trois modèles d'assises différentes : des sièges gris clair dans le style « Andreu-Motte », ainsi que des banquettes individuelles et bancs « assis-debout » argentés.

Quais de la ligne 11
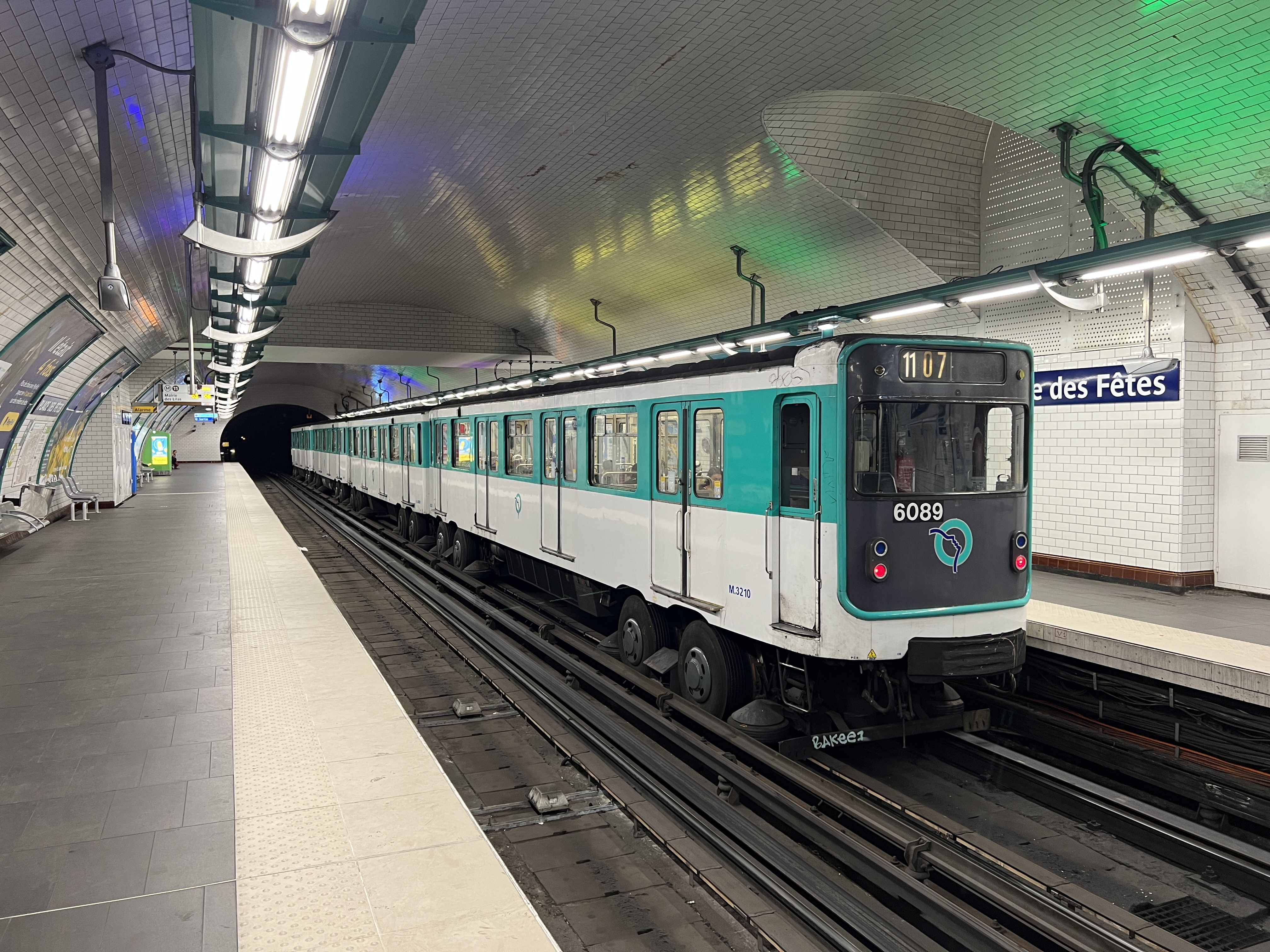
Rame MP 59 marquant l'arrêt en direction de Châtelet.
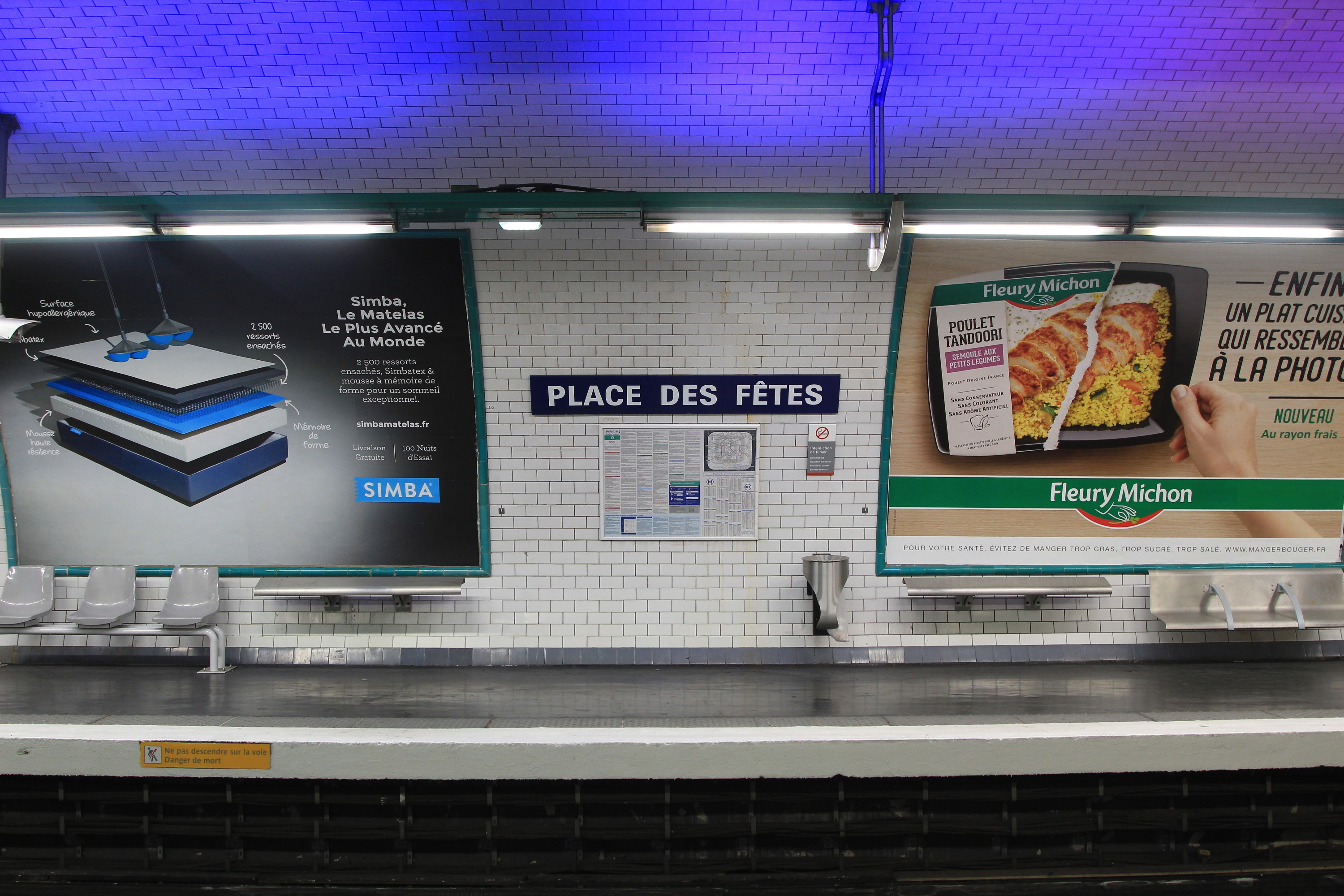
Quai de la ligne 11 décoré en style « Ouï-dire » avec trois modèles de sièges différents.
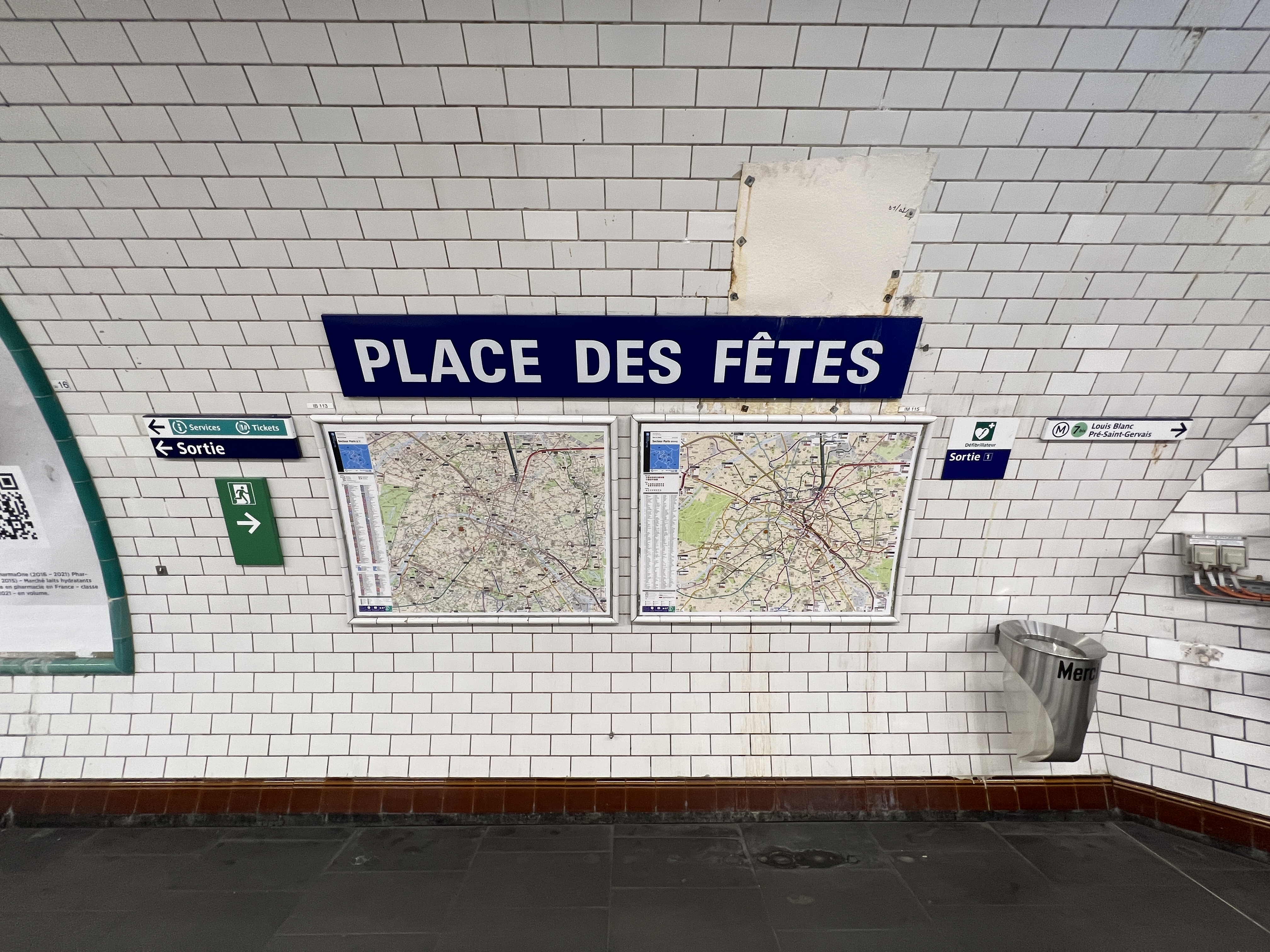
Plaque nominative de la station, sur le quai en direction de Châtelet.

Entre les points d'arrêt des deux lignes se trouve une ancienne chambre de filtrage, vestige de l'utilisation de la station en tant qu'abri anti-aérien durant la Seconde Guerre mondiale. Aujourd'hui transformée en locaux techniques, elle est reconnaissable à la présence d'une ouverture dans le piédroit longeant la voie sud de la ligne 7 bis, ainsi que d'une grille en hauteur sur le quai nord de la ligne 11, en direction de Châtelet.

### Intermodalité
La station est desservie par les lignes 20, 48 et 60 du réseau de bus RATP.

## À proximité
- Jardin du Regard-de-la-Lanterne
- Regard de la Lanterne
- Fontaine-labyrinthe
- Square Monseigneur-Maillet
- Square Eugénie-Cotton
- Jardin Léon-Zyguel
- Jardin Pixérécourt
- Quartier de la Mouzaïa

## Au cinéma
Une scène du film Le Samouraï (1967) de Jean-Pierre Melville, avec Alain Delon, est tournée à la station Place des Fêtes.